# Stockholms Adolf Fredriks distrikt
Stockholms Adolf Fredriks distrikt er et svensk folkeregisterdistrikt i Stockholms kommune og Stockholms län.
Distriktet ligger dels i den centrale del af Stockholms innerstad, og dels i Norrmalms stadsdelsområde, og distriktet blev opretter den 1. januar 2016.
59°20′17″N 18°03′36″Ø / 59.33806°N 18.06°Ø